# Nobelversammlung

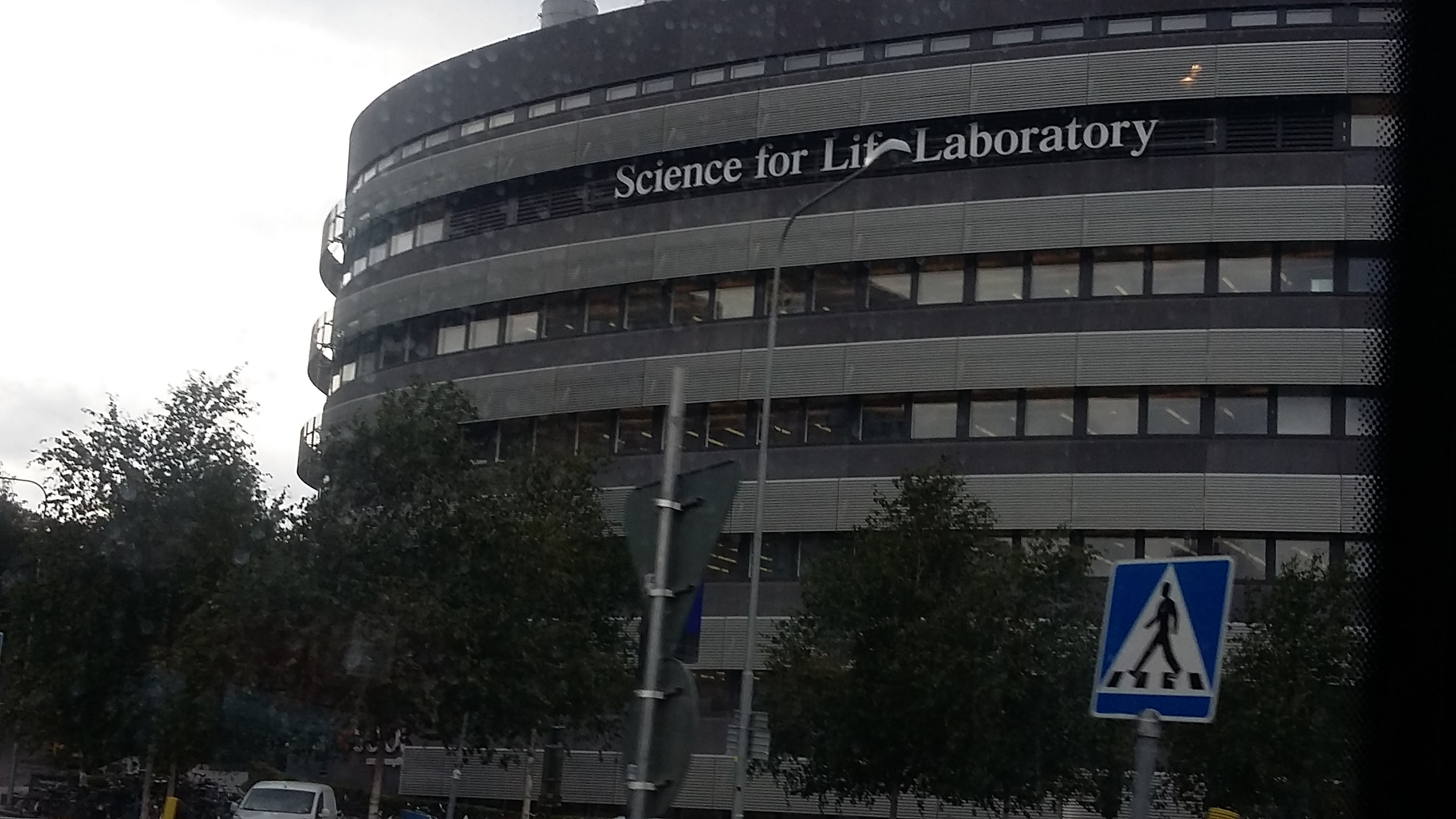
Karolinska-Institut in Stockholm

Die Nobelversammlung ist ein Gremium am schwedischen Karolinska-Institut, das den Nobelpreis für Physiologie oder Medizin vergibt. Es hat seinen Sitz im Nobel-Forum auf dem Gelände des Karolinska-Instituts-Campus. Ursprünglich war die Nobelversammlung kein formelles Gremium, sondern das Kollektiv aller Professoren (Inhaber von Lehrstühlen, d. h. ordentlichen Professoren) am Karolinska-Institut. Im Jahr 1977 wurde die Nobelversammlung zu einer separaten privaten Organisation, die vom Karolinska-Institut ausgerichtet wurde. Bis 1984 gehörten alle Professoren des Karolinska-Instituts der Versammlung an. Seit 1984 ist die Mitgliedschaft auf 50 Professoren des Karolinska-Instituts beschränkt.
Die Hauptarbeit bei der Entgegennahme der Nominierungen und der Überprüfung der Nominierten wird vom Nobelkomitee am Karolinska-Institut geleistet, das aus fünf Mitgliedern besteht. Das Nobelkomitee, das von der Nobelversammlung ernannt wird, ist nur befugt, Preisträger zu empfehlen, während die endgültige Entscheidung bei der Nobelversammlung liegt.

## Hintergrund
Der Nobelpreis für Physiologie oder Medizin wurde zum ersten Mal im Jahr 1901 verliehen. Die meiste Zeit des 20. Jahrhunderts wurden die Preisträger von allen Professoren des Karolinska-Instituts bestimmt, die gemeinsam manchmal auch als Nobelversammlung bezeichnet werden. Im Jahr 1977 wurde die Nobelversammlung als eine separate private Organisation gegründet. Der Grund für die Schaffung eines speziellen formellen Gremiums für die Entscheidungen über den Nobelpreis war die Tatsache, dass das Karolinska-Institut eine staatliche Universität ist, was wiederum bedeutet, dass es verschiedenen Gesetzen unterliegt, die für Regierungsbehörden in Schweden und ähnliche schwedische Organisationen des öffentlichen Sektors gelten, wie z. B. die Gesetze zur Informationsfreiheit. Indem die eigentliche Entscheidungsfindung in ein privates Gremium des Karolinska-Instituts verlagert wird (aber nicht in einen Teil davon), ist es möglich, die von der Nobel-Stiftung festgelegten Regeln für den Nobelpreis zu befolgen, einschließlich der Wahrung der Vertraulichkeit aller Dokumente und Verfahren für einen Zeitraum von mindestens 50 Jahren. Auch die rechtliche Möglichkeit, die Entscheidungen zum Beispiel vor Verwaltungsgerichten anzufechten, entfällt. Bis 1984 waren alle Professoren des Karolinska-Instituts Mitglieder der Versammlung, aber 1984 wurde die Mitgliedschaft auf 50 Karolinska-Professoren beschränkt.
Die beiden anderen Nobelpreisvergabestellen in Schweden, die Königlich Schwedische Akademie der Wissenschaften und die Schwedische Akademie, sind rechtlich gesehen private Organisationen (obwohl sie königliche Schirmherrschaft genießen) und mussten daher keine besonderen Vorkehrungen treffen, um den Bestimmungen der Nobelpreisstiftung folgen zu können.